# Безлы
 Безлы  — деревня в Сандовском районе Тверской области.

## География
Находится в северо-восточной части Тверской области на расстоянии приблизительно 16 км по прямой на восток от районного центра поселка Сандово.

## История
Деревня была отмечена уже на карте Менде (состояние местности на 1848 год). В 1859 году здесь (деревня Весьегонского уезда Тверской губернии) было учтено 5 дворов. С 2005 до 2020 года входила в состав ныне упразднённого Соболинского сельского поселения.

## Население
Численность населения: 45 человек (1859 год), 0 как в 2002 году, так и в 2010.